# Stretto
En la música, un stretto es un recurso o procedimiento imitativo (véase imitación) en una fuga en el que la línea de una voz se interrumpe y es reanudada por otra voz; por un lapso, las voces se traslapan durante un tiempo y, por tanto, empiezan y terminan en distintos puntos. Parte de la fuga donde antes del final los temas fundamentales aparecen sucesivamente a menos distancia temporal que en la exposición.
El stretto se emplea habitualmente al final de una fuga, para incrementar la intensidad de la textura, como puede observarse en la fuga en do mayor de Johann Sebastian Bach, en el clave bien temperado, libro I. En otras instancias, el stretto se emplea para mostrar destreza contrapuntística, como en la fuga en re mayor del Libro II, en la que Bach sigue el esquema tradicional de exposición (sujeto acompañado por un contrasujeto), con una contraexposición en al cual el sujeto se acompaña a sí mismo, en stretto, y posteriormente el contrasujeto.
Cuando se escribe como marca de expresión en una obra, "stretto" indica un accelerando o apresuramiento.
El término 'stretto' (plural: 'stretti') es en italiano, el pasado perfecto del verbo stringere, que significa "estrecho", "apretado" o "comprimido".